# Daphnella compsa
Daphnella compsa é uma espécie de gastrópode do gênero Daphnella, pertencente à família Raphitomidae.